# Lynch-tv
Lynch-tv is een uitdrukking die wordt gebruikt voor televisieprogramma's die, al dan niet met verborgen camera, mensen als dader presenteren, zonder dat een rechter die persoon heeft veroordeeld.

## Ontstaan
De term werd voor het eerst gebruikt door journalist Karl Hammer Kaatee toen hij daarmee in 2004 zijn eerdere aanduiding 'schandpaal tv' verving. Waar schandpaal tv de gefilmde persoon nog enigszins beschermt, zoals door het vervagen van een gezicht in programma's als Blik op de Weg, legt Lynch-tv zichzelf geen beperkingen op. De uitdrukking werd algemeen geaccepteerd na een vakbladartikel naar aanleiding van de uitzending van Peter R. de Vries, misdaadverslaggever. In de uitzending zou Joran van der Sloot een bekentenis op verborgen camera afleggen. Ook was inmiddels bekendgemaakt dat Van der Sloot zich zou ophouden in Drachten, waar zich een menigte op een plein verzamelde. De betreffende bewoner heette echter Johan, niet Joran, en moest door veiligheidsdiensten worden ontzet. In het artikel meende Hammer Kaatee dat De Vries de grenzen van fatsoenlijke journalistiek had overschreden door er bij de kijkers twee uur lang op te hameren dat Van der Sloot schuldig was. Hammer Kaatee zag in deze handelwijze een bedreiging van de rechtsstaat waarin iemand onschuldig blijft totdat een rechter het tegendeel uitspreekt.